# بني قطران (نهم)

تعديل مصدري - تعديل

بني قطران هي إحدى قرى عزلة الحنشات بمديرية نهم التابعة لمحافظة صنعاء، بلغ تعداد سكانها 268 نسمة حسب تعداد اليمن لعام 2004.